# Naučná stezka Helskie Wydmy
Naučná stezka Helskie Wydmy, polsky Ścieżka edukacyjna Helskie Wydmy nebo Ścieżka dydaktyczno - przyrodnicza Helskie Wydmy, je naučná stezka v přírodní rezervaci Helskie Wydmy v Nadmořském krajinném parku na pobřeží Baltského moře, mezi vesnicí Jurata a městem Hel na Helské kose v okrese Puck v Pomořském vojvodství v severním Polsku.

## Další informace
Naučná stezka Helskie Wydmy (Helské duny) vede po mírně zvlněném terénu, má délku cca 500 m. Naučná stezka je přístupná po silnici z lokality Bór a začíná za železniční tratí, vede přes borový les, mezi dunami a končí na písečné pláži Baltského moře. Navazuje na další turistické stezky a cyklostezky Helské kosy. Na stezce jsou umístěny 4 informační tabule s tématy v polském jazyce:
1. Přírodní rezervaci Helskie Wydmy
2. Ochrana přírody na Helském poloostrově
3. Lnice vonná (Linaria odora)
4. Přímořský bažinový bor

## Galerie

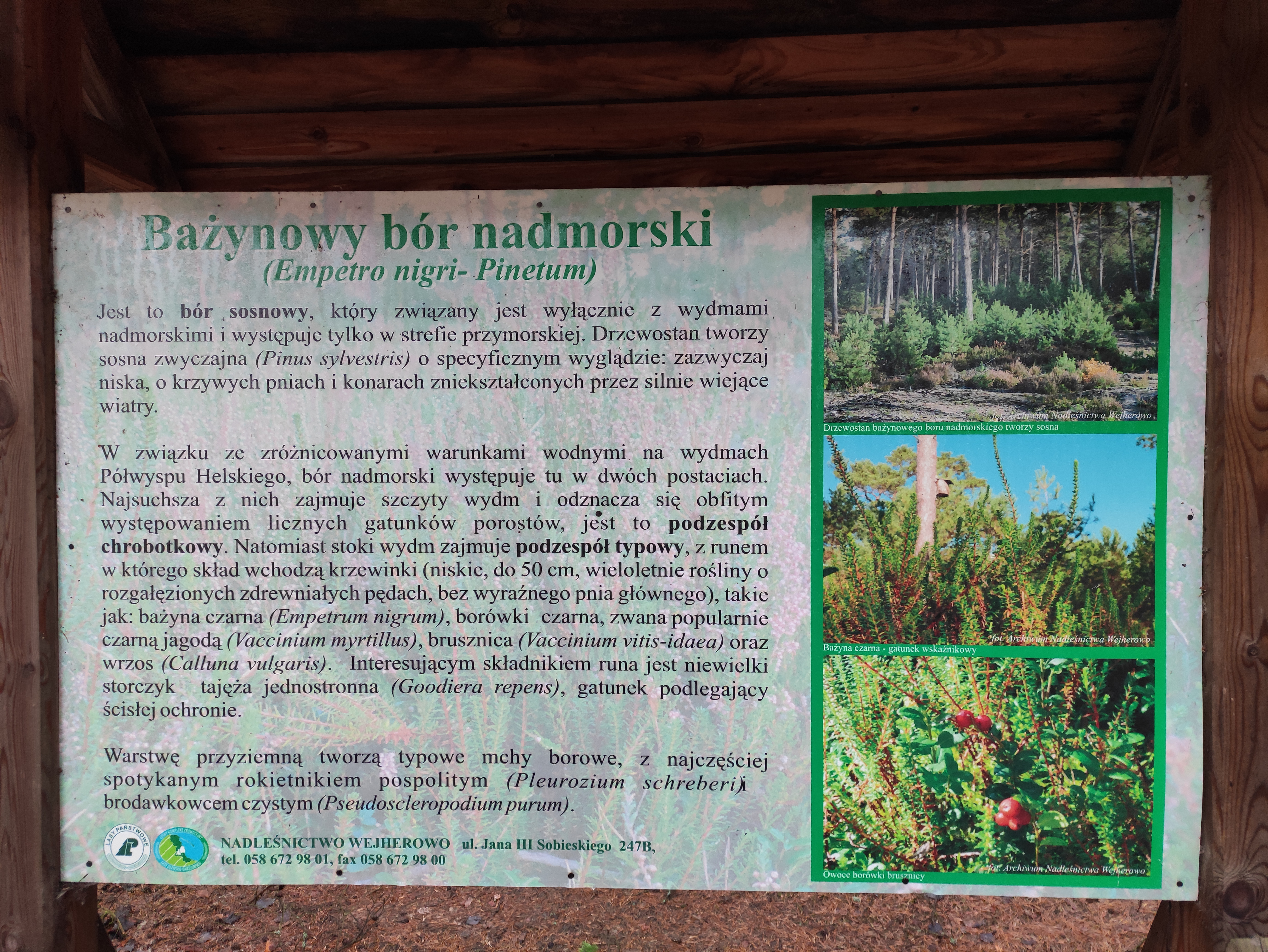
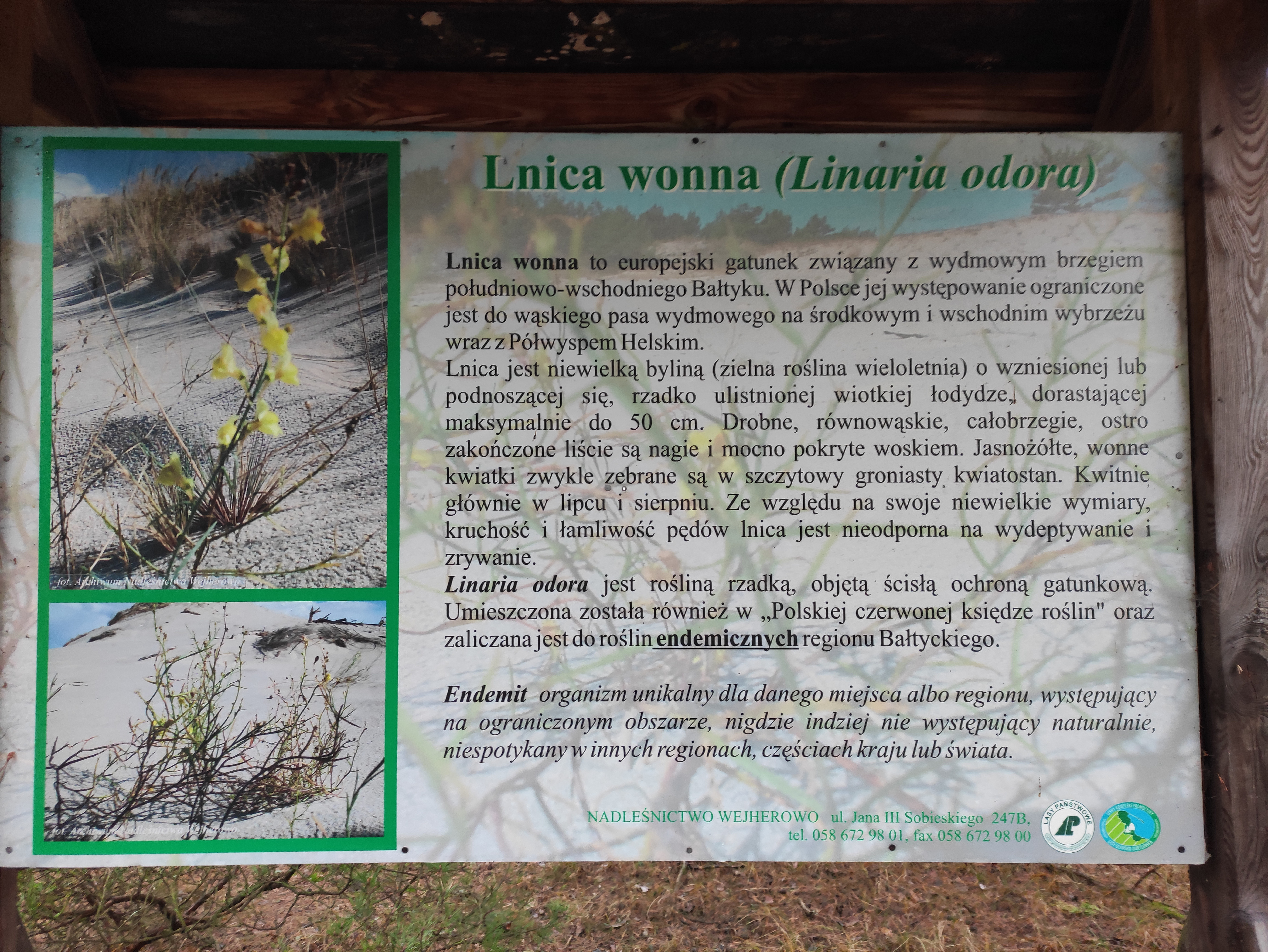
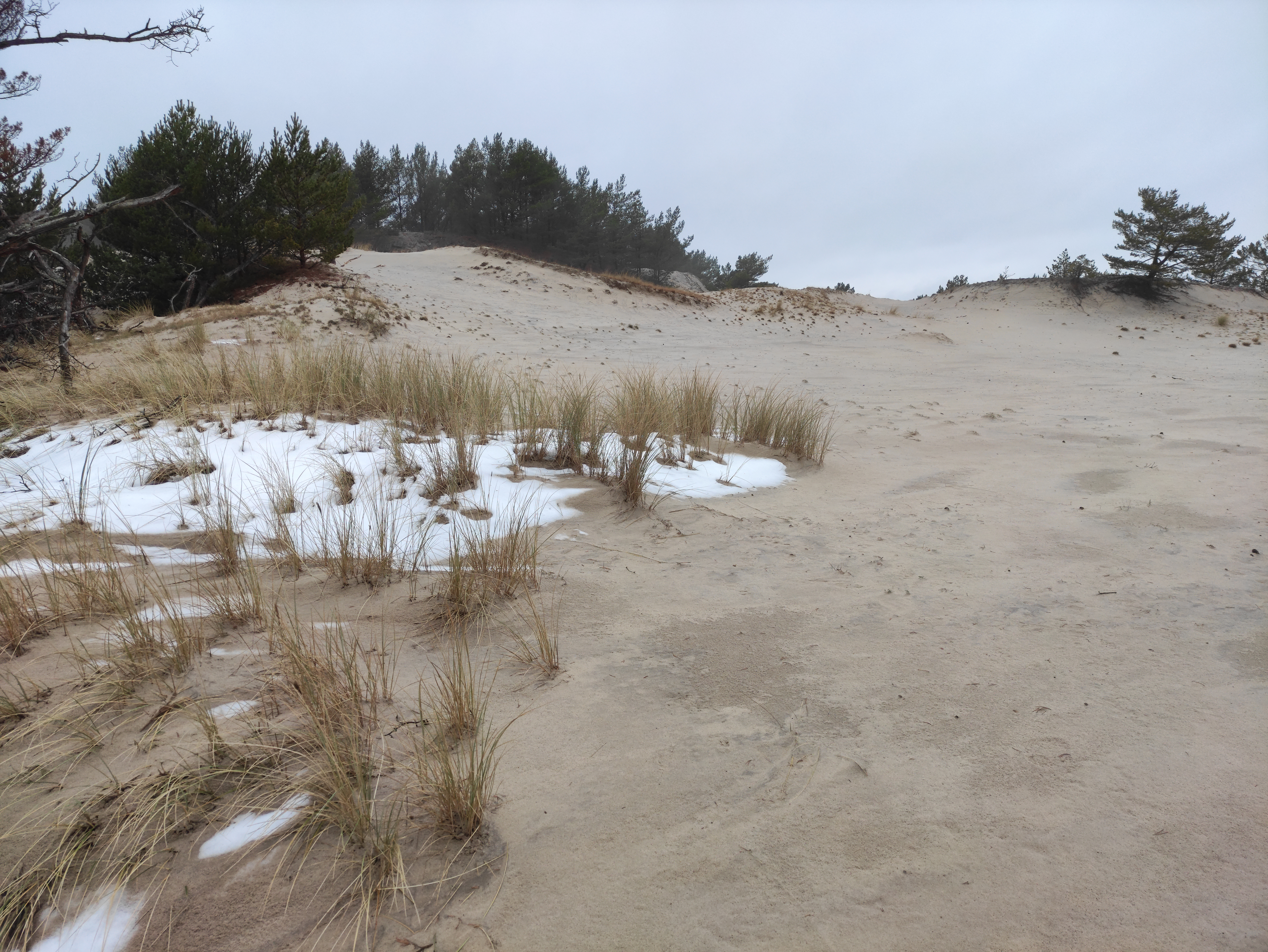
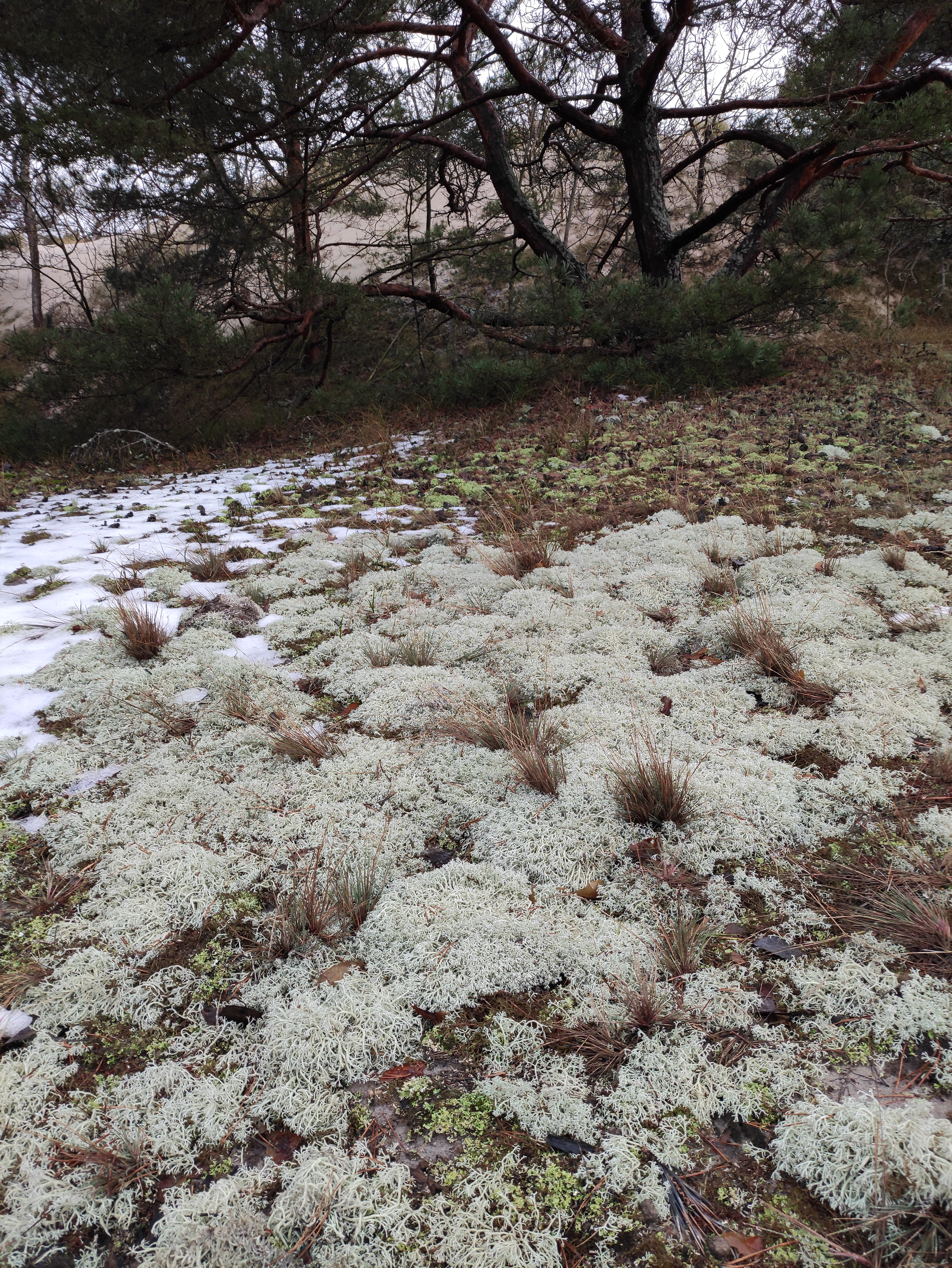